# ليندا مارلو
ليندا مارلو (بالإنجليزية: Linda Marlowe)‏ هي ممثلة أسترالية، ولدت في 26 يوليو 1940 في أستراليا.

## أعمال

### أفلام
- ديدر
- سمكري خياط جندي جاسوس

## وصلات خارجية
- ليندا مارلو على موقع IMDb (الإنجليزية)
- ليندا مارلو على موقع أول موفي (الإنجليزية)
- ليندا مارلو على موقع قاعدة بيانات الفيلم (الإنجليزية)
- ليندا مارلو على موقع ليتربوكسد (الإنجليزية)